# Йорданія на Олімпійських іграх
Йорданія бере участь з 1980 і відтоді посилала своїх спортсменів на кожну літню Олімпіаду. У зимових Іграх країна ніколи участі не брала. НОК Йорданії засновано 1957 і визнано МОК 1963 року. 

## Таблиці медалей

### За літніми Іграми
| Ігри              | Спортсменів у видах | Спортсменів у видах | Спортсменів у видах | Спортсменів у видах | Спортсменів у видах | Спортсменів у видах | Спортсменів у видах | Спортсменів у видах | Спортсменів у видах | Медалі | Медалі | Медалі | Разом |
| Ігри              | Легка атлетика      | Стрільба            | Стрільба з лука     | Плавання            | Тхеквондо           | Бокс                | Кінний спорт        | Дзюдо               | Тріатлон            |        |        |        | Разом |
| ----------------- | ------------------- | ------------------- | ------------------- | ------------------- | ------------------- | ------------------- | ------------------- | ------------------- | ------------------- | ------ | ------ | ------ | ----- |
| Москва 1980       | -                   | 4                   | -                   | -                   | -                   | -                   | -                   | -                   | -                   | 0      | 0      | 0      | 0     |
| Лос-Анджелес 1984 | 5                   | -                   | -                   | -                   | -                   | -                   | -                   | -                   | -                   | 0      | 0      | 0      | 0     |
| Сеул 1988         | -                   | -                   | 1                   | -                   | 6                   | -                   | -                   | -                   | -                   | 0      | 0      | 0      | 0     |
| Барселона 1992    | 2                   | -                   | -                   | -                   | -                   | -                   | -                   | -                   | -                   | 0      | 0      | 0      | 0     |
| Атланта 1996      | 1                   | -                   | -                   | 3                   | -                   | -                   | -                   | -                   | -                   | 0      | 0      | 0      | 0     |
| Сідней 2000       | 2                   | -                   | -                   | 2                   | 1                   | -                   | -                   | -                   | -                   | 0      | 0      | 0      | 0     |
| Афіни 2004        | 1                   | -                   | -                   | 2                   | 1                   | -                   | -                   | -                   | -                   | 0      | 0      | 0      | 0     |
| Пекін 2008        | 2                   | 2                   | -                   | -                   | 1                   | -                   | -                   | -                   | -                   | 0      | 0      | 0      | 0     |
| Лондон 2012       | 2                   | -                   | -                   | 2                   | 3                   | 1                   | 1                   | -                   | -                   | 0      | 0      | 0      | 0     |
| Ріо 2016          | 1                   | -                   | -                   | 2                   | 1                   | 2                   | -                   | 1                   | 1                   | 1      | 0      | 0      | 1     |
| Усього            | Усього              | Усього              | Усього              | Усього              | Усього              | Усього              | Усього              | Усього              | Усього              | 1      | 0      | 0      | 1     |

### За видами спорту
| Вид спорту | Золото | Срібло | Бронза | Загалом | Місце |
| Тхеквондо  | 1      | 0      | 0      | 1       | 16    |
| Усього     | 1      | 0      | 0      | 1       | 107   |